# Onちゃんの仲間
onちゃんの仲間では、onちゃんを初めとする、北海道テレビ放送（HTB）のマスコットキャラクターを記述する。「パレード星」からやって来たパレード星人という設定である。

## 概要
1997年にonちゃんが誕生した頃、onちゃん以外のキャラクターは作られていなかった。しかし、『水曜どうでしょう』の企画である「十勝二十番勝負」の3回目に、オンネトーの風呂場に入れたonちゃん人形の「o」と「n」を付け替えて遊んでいたことがきっかけで他のキャラクターが誕生した（これは大泉洋の発言による）。また同回で鈴井貴之が「o」とnを反対にした「u」を組み合わせたouちゃんもこの回がきっかけとされている。
テレビアニメ『onちゃんアニメいっぱい』『onちゃん夢パワー大冒険!』、『ユメミル、アニメ「onちゃん」』でも登場している。
以下のキャラクターの容姿や概要は、『ユメミル、アニメ「onちゃん」』の映像と下記の外部リンクを参照。

## onちゃんとその家族
on（オン）ちゃん
声 - 木藤玲子（onちゃんアニメいっぱい）、篠原ともえ（onちゃん夢パワー大冒険!）、田中理恵（ユメミル、アニメ「onちゃん」）
演 - 安田顕（水曜どうでしょう、いばらのもり）※スーツアクター
右目が「o」、左目が「n」で、体は黄色い。好奇心がいっぱいでとても前向き、だがたまにドジを踏む。好きな食べ物はチーズ、牛乳、トウマラカス（トウモロコシとマラカスが合体したような架空の食べ物）。 「黄色いにくいやつ」と言われているように設定は黄色であるが、『水曜どうでしょう』等での度々の酷使により、着ぐるみはおよそ黄色とは呼べないオレンジに近い色へと変色している。
ぐち
声 - 鈴井貴之（onちゃん夢パワー大冒険!）、金田朋子（ユメミル、アニメ「onちゃん」）
onちゃんのペット。薄いオレンジ色の体で細長く、四足で歩く。パレード星にいた時からずっと一緒に付いている。「ぐ〜ぐ〜」と喋る。
onママ
声 - 沢田敏子（onちゃん夢パワー大冒険!）、小松里歌（ユメミル、アニメ「onちゃん」）
onちゃんの母親。赤みのあるベージュ色の卵型の体で、黄色の髪と白のエプロンが特徴。料理が得意で、趣味はガーデニング。
onパパ
声 - 大木民夫（onちゃん夢パワー大冒険!）、竹本英史（ユメミル、アニメ「onちゃん」）
onちゃんの父親。ベージュ色の卵型の体で、薄い赤色の帽子、ちょびひげ、腹巻が特徴。趣味は隕石を集めること。職業がパレード星の外交官であるためか、宇宙を忙しく飛び回っている。

## noちゃんの仲間

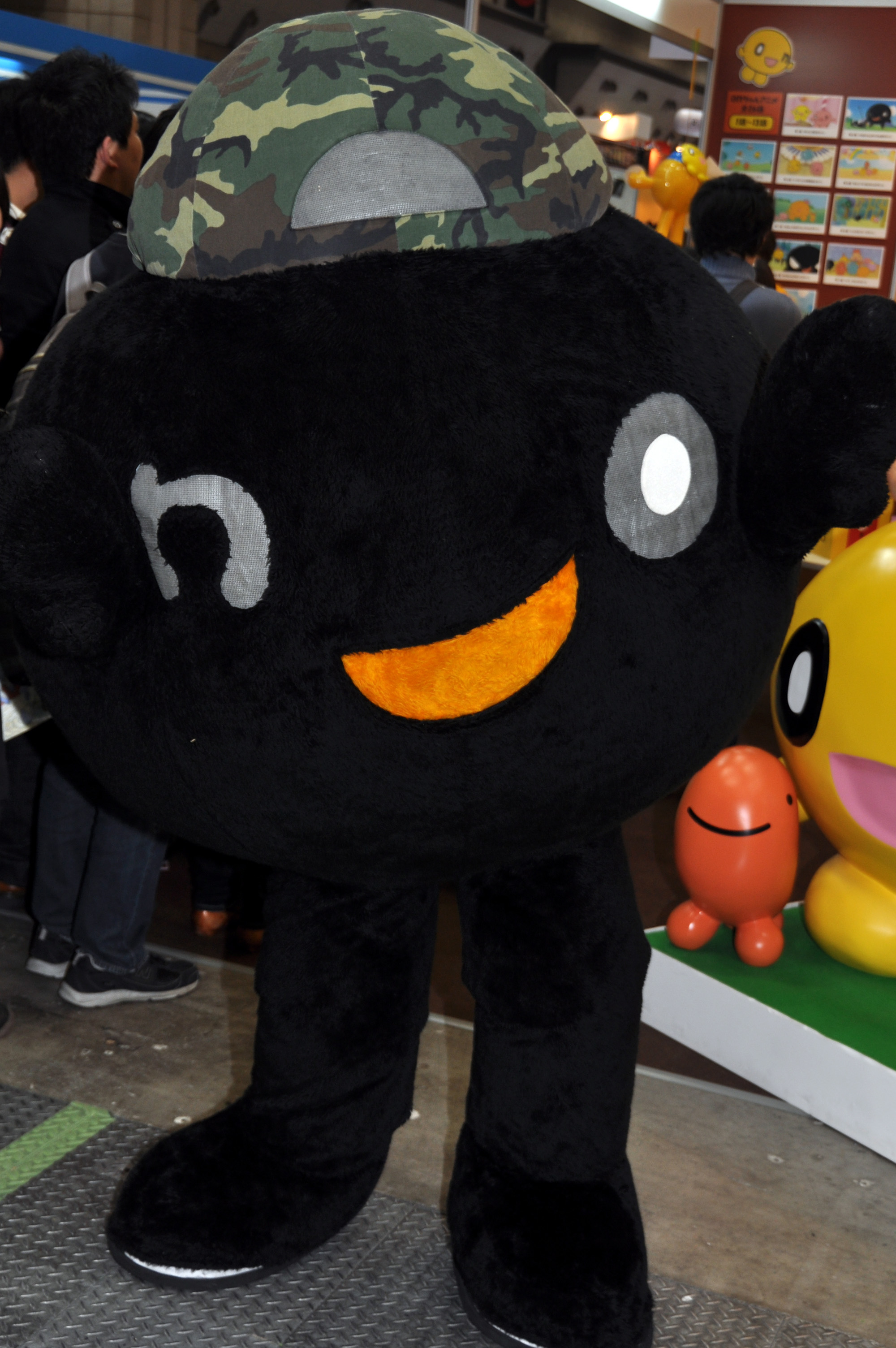
noちゃんの着ぐるみ

no（ノー）ちゃん
声 - 大泉洋（onちゃんアニメいっぱい）、竹中直人（onちゃん夢パワー大冒険!）、平井啓二（ユメミル、アニメ「onちゃん」）
演 - 音尾琢真（水曜どうでしょう）、大泉洋（いばらのもり）※スーツアクター
右目が「n」、左目が「o」（onちゃんとは目の文字が反対。onちゃんたちへ強い憎しみや企みを持った時は、半月状の鋭い目になることがある）で口が左に若干つり上がっており体は真っ黒、初登場時には「ブラックnoちゃん」の呼び名もあったが現在では「noちゃん」に統一されている。手足はonちゃん及び他のパレード星人と違い、尖っている。一人称は「俺様」で、時たま槍を持っている。辛い、苦い、焦げた食べ物が好きで、何事も反対に考える。onちゃん同様、「キャタゴン」というペットを飼っている。将来の夢は海賊と世界征服。
幼い頃、onちゃんにかくれんぼで見つけてもらえなかったため、意地悪とライバル視をするようになった。唯一、onちゃんを「on」と呼び捨てにしている。ただ、okちゃんには好意を寄せている可能性がある。一方で公式のキャラクターガイドに「だけど実は…」と書いてあるように、onちゃんのドジに対して突っ込んだり、okちゃんを含めた3人で描かれることもある。
自身が（時々ouちゃんと手を組んで）行う意地悪は、逆に善意と取られるか、自らがドジを踏む。
『水曜どうでしょう』では、TEAM NACSの音尾琢真が、『いばらのもり』では、同じくTEAM NACSの大泉洋が、着ぐるみの中にスーツアクターとして入って演じている（『水曜どうでしょう』での詳細は、水曜どうでしょう#onちゃんの活躍を参照）。こちらのnoちゃんは『ユメミル、アニメ「onちゃん」』の時と違って腰が低い性格である（音尾自身の性格ともいえる）。なお、着ぐるみとしてはonちゃんの次に誕生しており、onちゃんnoちゃんの組み合わせでイベントに出没することも多かった。
なお『鈴井の巣』のトーク時に、onちゃんのぬいぐるみの目の部分をnoに改造したぬいぐるみが使用されていたが、noちゃんとは一切関係ない物である。
キャタゴン
声 - 大泉洋（onちゃん夢パワー大冒険!）、エナポゥ（ユメミル、アニメ「onちゃん」）
noちゃんのペットで、建設機械や戦車に使われる無限軌道が胴体で、鋭い目と歯が頭部となる。全身はnoちゃんと同じく真っ黒。設定では直進しかできないことになっているが、10周年記念アニメでは器用に体を反ったり、曲げたりしている。
野良だった時にnoちゃんに拾われて育てられた恩があるため、 noちゃんにしか懐かない。理由は不明だが、onちゃんのペットである「ぐち」をライバル視している。なお「ぐち」と違って、言葉を発することがあり、noちゃんのことを「先輩」と呼んでいる。
ou（オウ）ちゃん
声 - 藤巻恵理子（ユメミル、アニメ「onちゃん」）
薄い紫色で、ナスビに似た体をしている。noちゃんとは仲がよく、良き理解者でもある。noちゃんのことは「兄貴」と呼んでいる。何かと「オウ!オウ!」といちゃもんを付けることがあるが、その割には気が弱い。絵がとても上手。

## okちゃんとその家族

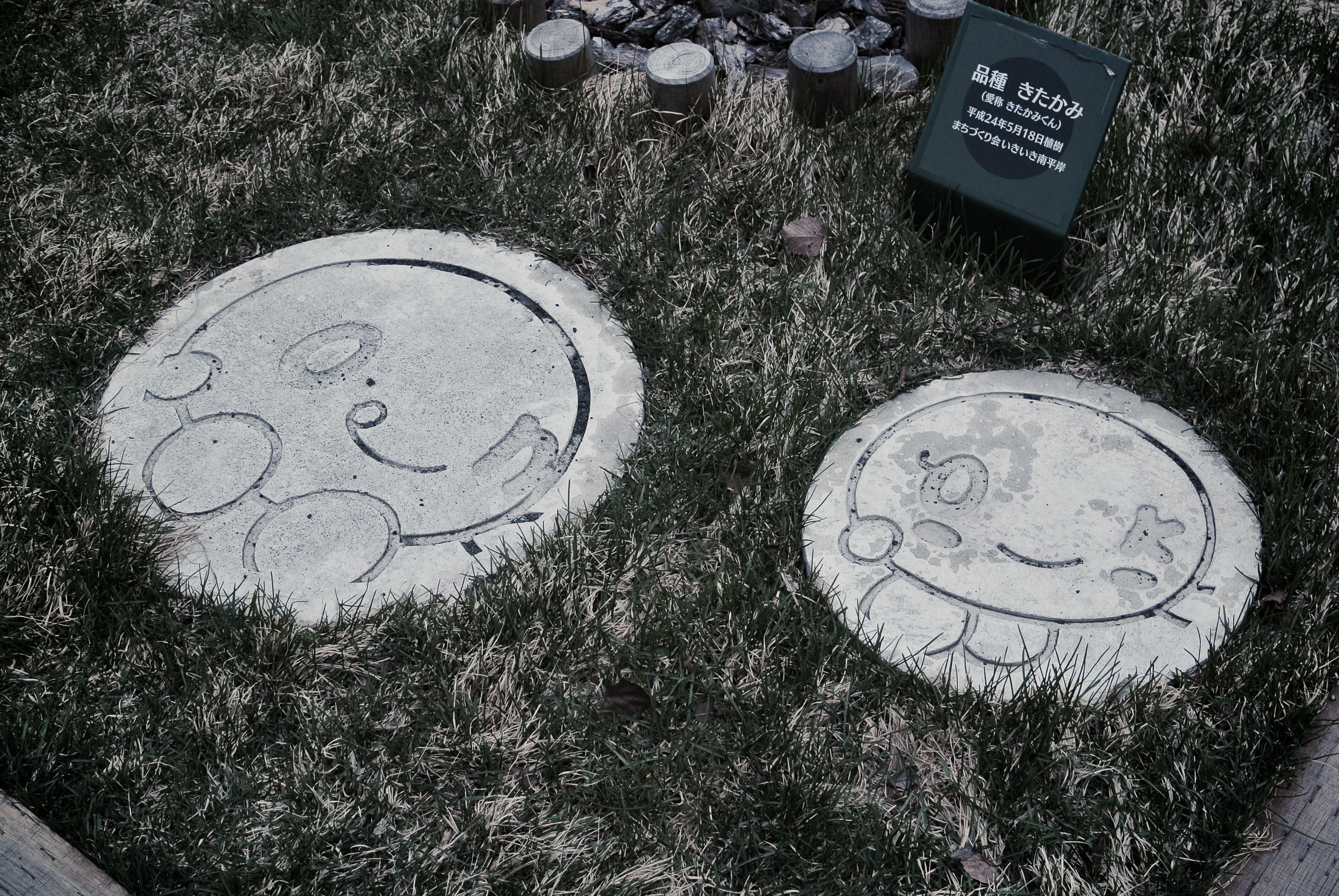
okちゃんのマンホール（右）と
onちゃんのマンホール（左）

ok（オッケー）ちゃん
声 - 荒木香恵（onちゃん夢パワー大冒険!）、今野宏美（ユメミル、アニメ「onちゃん」）
右目が「o」、左目が「k」で、体はピンク色。onちゃんとは幼なじみであり、ガールフレンドの関係である。趣味はショッピングと占いで、好きな食べ物はイチゴとケーキ。
なお、okちゃんが生まれた1998年当時、『水曜どうでしょうのonちゃん』こと安田顕は「シェフ大泉 車内でクリスマスパーティー」にて「簡易onちゃん」の時に、藤村忠寿ディレクターからガールフレンドのokちゃんがいることを聞かされ、安田自身が酔っていた事もあり「売れてんですか?」、「へぇ〜 素敵じゃないの」と、他人事にしていた。
okママ
声 - 大浦冬華（ユメミル、アニメ「onちゃん」）
okちゃんの母親。ピンク色の卵型の体で、薄いオレンジ色の髪と白のエプロンが特徴。菓子職人であるokパパを心から尊敬しており、天才パティシエである。
okパパ
声 - 麻生智久（ユメミル、アニメ「onちゃん」）
okちゃんの父親。薄いピンク色の卵型の体で、薄いオレンジ色の髪とシェフの服装が特徴。頑固な菓子職人であるが、okママが思いついた菓子には頭が上がらない。
趣味は、娘の成長を秘密の日記に記録すること。

## onちゃんの友達
てんこちゃん
声 - 金田朋子（ユメミル、アニメ「onちゃん」）
薄いオレンジ色の体で、目は点。頭に花の飾り物がある。常に何かを食べているのが特徴。お菓子の銘柄は匂いで判別でき、おやつの時間は忘れない。
me（ミー）ちゃん
声 - 並木のり子（onちゃん夢パワー大冒険!）、植竹香菜（ユメミル、アニメ「onちゃん」）
右目は「m」、左目は「e」。赤みの掛かったピンク色の卵型の体で、頭に途中でカールの掛かった長い髪の毛のようなものが1本付いている。特にokちゃん、てんこちゃんとは仲良し。三人組では長女のような関係。「ポンピコ町の情報通」と呼ばれていて、新しい情報が入ったら真っ先にonちゃんたちへ知らせる。情報収集のためにいつもペンとメモ帳を持ち歩いている。また流行にも敏感（ミーハー）で、おしゃべり。噂話が好きで、悪気が無くても余計なことを言う時がある。
トマルくん
声 - 宮坂俊蔵（ユメミル、アニメ「onちゃん」）
目が「!」で、青緑色の角張った体に手があり、これとは別に足（クラゲのような触手?）が5本ある。音楽の演奏が得意。かなりの怖がりで、驚くと氷のようにすぐに固まる（水を飲ませると元に戻ることがある）。
なぞなモシー
声 - エナポゥ（ユメミル、アニメ「onちゃん」）
目が「?」で、薄い紫色の体に、頭にクリーム色の帽子（?）を被っており、足がオレンジ色の何か（?）でできている（歩くというよりは飛び跳ねながら移動する）。博士には質問ばかりして困らせており、せかせかと動く。語尾に「モシ〜」と付くことがある。一人称は「おいら」か「モシ（わし）」。

## 発明家コンビ
博士（はかせ）
声 - 藤村忠寿（onちゃんアニメいっぱい）、麻生智久（ユメミル、アニメ「onちゃん」）
目は「o」でメガネを掛けている（そのためか「@」マークに見える）。暗い水色の体に手が8本（?）ある。頭には触手（?）と白い髪の毛がある。近所で有名な発明家であるが、計画性はほぼ「0」に近い。これは思い立ったらすぐに行動する性格のためだと思われ、そのためか今まで発明したものはほとんどが失敗に終わっている。
夢パワー大冒険では転送装置を開発したがnoちゃんの悪戯でonちゃん、ぐち、okちゃん、noちゃん、キャタゴンは北海道に行ってしまった。
ミニアニメ版ではペンキで塗った場所を落とし穴にする落とし穴ペンキやなんでも吸い込む強力な掃除機を開発した。
ユメミルアニメ版では空を飛ぶ装置の開発に挑む。
助手（じょしゅ）
声 - 嬉野雅道（onちゃんアニメいっぱい）、大浦冬華（ユメミル、アニメ「onちゃん」）
目は細長い線で、暗い黄緑色の体に手が8本（?）あり、頭の1本の触手（?）の先端にある電球は交換が可能。博士を尊敬しており、怪しい研究を手伝っている。
ミニアニメ版では博士の発明品の犠牲に会ったりしているがユメミルアニメ版では溺れた博士を助けたり一人で無謀な実験をしないために博士に警告したりと助手として大いに活躍している。

## 人情兄弟
an（アン）ちゃん
声 - 松本考平（ユメミル、アニメ「onちゃん」）
右目は「a」、左目は「n」で、半楕円形の青い体にクリーム色の髪がある。義理と人情には厚く、喧嘩の仲裁に入ることがある。anちゃん自身が作るお菓子はいつも塩辛い。
oh（オー）ちゃん
声 - 小松里歌（ユメミル、アニメ「onちゃん」）
右目は「o」、左目は「h」で、赤みの掛かったオレンジ色に、かまぼこの断面のような形をした体をしている。兄はanちゃんで、普段は共に行動しているが、onちゃんたちと行動する際はohちゃんだけの時が多い。

## その他のキャラクター
かしまし花
声 - 藤巻恵理子（ユメミル、アニメ「onちゃん」）
6枚の葉があり、真ん中に顔が付いている。ポンピコ星にある三角池に群生しているため、出くわすと話に付き合わされ、しつこくついてくることがある。過去に、noちゃんとokママを話に付き合わせた。ただ、噂好きなmeちゃんとはいつまでも話をしており、トマルくんとは自身が演奏する音楽に共感している。なお、葉の色は赤、オレンジ、ピンクの3種類が存在する。
ピピ
背中は薄い水色、腹は白色で、名付け親はokちゃん。可愛く「ピピ」と鳴くことから。親鳥からはぐれ、左の羽にけがをして飛べなくなっていた所をokちゃんに助けられ、けがが治るまで看病された後に空へと羽ばたいていった。好物はベリーベリーの実。
いじわるツリー
声 - 竹本英史（ユメミル、アニメ「onちゃん」）
いじわる森に立つ木で、出題された問題を解かない限りその場を通さない。